# Трум (река)
Трум (англ. River Truim) — река в Шотландии на севере Великобритании, течёт по территории округа Хайленд. Правый приток верхнего течения реки Спей.
Начинается на перевале Драмохтер в центральной части Грампианских гор; далее русло реки проходит по дну одноимённой долины. Сливается со Спей в 8 км юго-западнее Кингасси. Основным направлением течения является север — северо-восток.
В нижнем течении около населённого пункта Эттеридж река образует одноимённый водопад.
Вдоль реки проходит железнодорожная линия Хайленд-Мэйн-Лайн и одна из основных автодорог Шотландии A9.